# Raptorex
Raptorex („král lupičů“) byl rod poměrně malého tyranosauroidního teropodního dinosaura, který žil podle původních údajů na území dnešní Číny (souvrství Yixian nebo spíše mongolské souvrství Nemegt) v období spodní křídy (asi před 125 miliony let). Pravděpodobnější však je, že obýval území současného Mongolska až v době před asi 70 miliony let (není jisté, odkud přesně fosilie pochází). Tuto verzi podporuje i výzkum rybích fosilií ze souvrství Nemegt.

## Popis

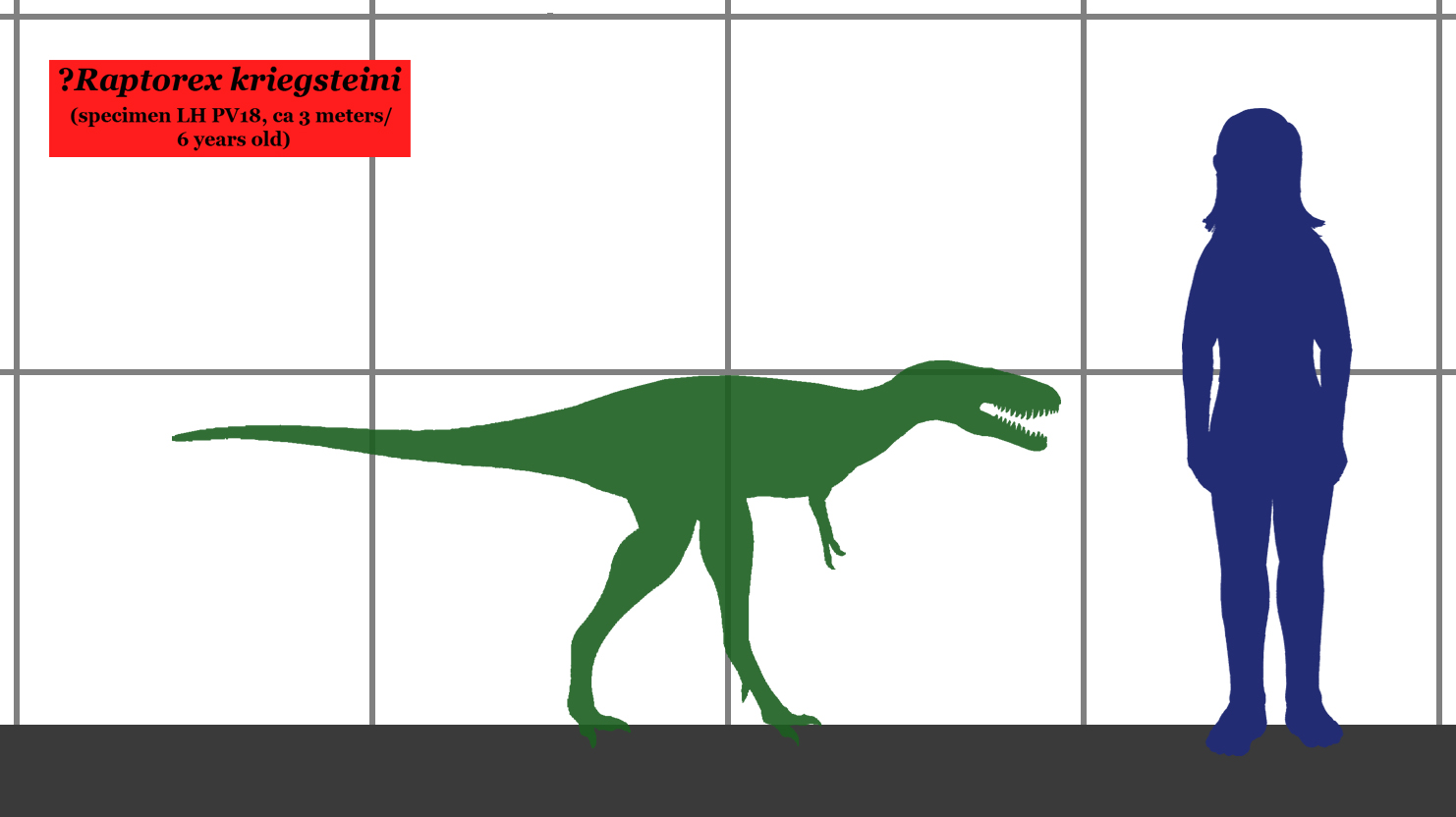
Srovnání velikosti rodu Raptorex s člověkem.

Tento dávný příbuzný známého tyranosaura byl jen asi 2,7 až 3 metry dlouhý a vážil kolem 70 kilogramů. Zajímavé je, že jde téměř o přesnou zmenšeninu velkého tyranosaura, dokonce i s proporcionálně zakrnělými předními končetinami. Byl popsán americkým paleontologem Paulem Serenem v roce 2009 jako R. kriegsteini. Druhové jméno je stanoveno na počest Romana Kriegsteina, který přežil holokaust. Jeho syn Henry Kriegstein daroval zkamenělinu tohoto dinosaura, zakoupenou na černém trhu v Japonsku, Univerzitě v Chicagu k prostudování.
Raptorex vykazuje stejný základní tělesný plán, jako velcí vývojově pokročilí tyranosauridi ze svrchní křídy. Má malé přední končetiny, robustně stavěnou lebku a dlouhé nohy pro rychlý běh. Tento fakt je v rozporu s podobou jiných bazálních tyranosauridů, například rodem Dilong, s dlouhými předními končetinami a méně robustní lebkou. I to svědčí pro možnost, že se jedná pouze o mládě velkého pokročilého tyranosaurina, zřejmě obřího rodu Tarbosaurus. Holotyp, označovaný jako LHPV 18, byl dlouhý asi 2,5 metru, zaživa vážil kolem 65 kilogramů a zemřel asi ve třetím roce života (šlo tedy o menší mládě). Pravděpodobně dokázal velmi rychle běhat a živil se menšími obratlovci ve svém okolí.

## Mládě tarbosaura?
V říjnu roku 2010 byla vznesena domněnka, že raptorex může být ve skutečnosti jen mládětem velkého tyranosaurida druhu Tarbosaurus baatar. V tom případě by muselo být přehodnoceno jeho geologické stáří, a to snížením asi na 70 milionů let. S tímto závěrem však mnozí paleontologové nesouhlasí. Vědecká studie z června roku 2011 tento závěr nicméně podporuje – raptorex má být skutečně jen mládětem obřího tarbosaura.